# Psilocerea melanops
Psilocerea melanops là một loài bướm đêm trong họ Geometridae.